# 2016年金馬國際影展
2016年金馬國際影展是在2016年11月9日至11月29日，於臺灣的台北舉辦。

## 簡介
參展影片如下：
- 李安《比利·林恩的中場戰事》

經典重現如下：
- 楊德昌《牯嶺街少年殺人事件 導演版》
- 吕克·贝松《這個殺手不太冷 導演版》

神秘影片如下：
- 乔治·米勒《疯狂的麦克斯：狂暴之路 黑白版》
- 葛斯·范·桑《青木原树海》

焦點導演：阿巴斯·奇亞羅斯塔米

## 外部連結
- 金馬國際影展（页面存档备份，存于）